# Doctor Butcher
Doctor Butcher war ein US-amerikanisches Heavy-Metal-Projekt, das von Savatage-Sänger Jon Oliva und Chris Caffery gegründet wurde.

## Geschichte
Das Projekt Doctor Butcher wurde von Jon Oliva und Chris Caffery gegründet, nachdem die beiden aus Spaß ein paar Songs zusammen aufgenommen hatten. Als die Idee ernster wurde, versuchten die beiden zunächst, das Album bei Atlantic Records unterzubringen. Doch diese lehnten ab, da sie zu diesem Zeitpunkt Savatage ebenfalls unter Vertrag hatten. Jon war kurzfristig bei Savatage ausgestiegen und Atlantic wollte nicht beide Bands verlegen. Nach dem Tod von Jons Bruder Criss stand das Projekt fast vor dem Aus, Jon kehrte zu Savatage zurück. Trotzdem gelang es 1995 einen Vertrag bei Gun Records zu bekommen und die CD dort zu veröffentlichen.
Nachdem auch Chriss Caffery wieder zu Savatage zurückgekehrt war, wurde das Projekt nicht weitergeführt.

## Veröffentlichungen
- Doctor Butcher (1995 Gun Records, Wiederveröffentlicht 2005 Black Lotus Records)